# AFK Union Žižkov
Der AFK Union Žižkov ist ein tschechischer Fußballverein aus dem Prager Stadtteil Žižkov. 1907 gegründet gehörte der Klub vor allem in den ersten Jahren der 1918 gegründeten Tschechoslowakei zu den besten Klubs des Landes. Bei Einführung des Professionalismus 1925 entschied sich Union für den Amateurstatus und wurde im gleichen Jahr erster Amateurmeister der Tschechoslowakei.

## Vereinsgeschichte
Der Klub wurde 1907 als AFK Union Žižkov in Žižkov gegründet, das 1922 nach Prag eingemeindet wurde. Die Mannschaft nahm an den Meisterschaften des Böhmischen Fußballverbandes ČSF 1912, 1913, 1915 und 1917 teil.
1911, 1913, 1914, 1915 sowie 1916 nahm das in Schwarz-Weißen Trikots spielende Union am so genannten Charity Cup teil, dem damals wichtigsten Wettbewerb in Böhmen. Nach der Gründung der Tschechoslowakei gehörte Union der Mittelböhmischen Liga an, die als die stärkste des Landes galt. Beste Platzierung war der zweite Platz in der Saison 1921 hinter Sparta und noch vor Slavia Prag.
Im Jahr 1925 kam es in der Tschechoslowakei zur Einführung des Profifußballs. Während sich rund ein dutzend Klubs für den Professionalismus entschieden blieb Union Žižkov im Amateurbereich, der seine eigene Meisterschaft ausspielte. Über den SK Prostějov (3:1) und Rapid Vinohrady (3:2) kam Union bis ins Endspiel, wo AFK Čechoslovan Košíře mit 3:2 bezwungen wurde.
Die Meistermannschaft setzte sich wie folgt zusammen:
Václav Hroneš; Čech, Knot; Teisinger, Malý, Soukenka; Otto Fleischmann, Jan Knobloch-Madelon, Koráb, Antonín Šindelář, František Císař
Schon zu diesem Zeitpunkt war die Mannschaft fast über ihren Zenit hinaus, der in der Profiliga spielende Lokalrivale Viktoria Žižkov hatte ihr den Rang abgelaufen. An diesen Erfolg konnte Union nie mehr anknüpfen. Zwar nahm sie auch an der folgenden Endrunde der Amateurmeisterschaft teil, schied aber bereits in der 1. Runde (Viertelfinale) gegen SK Sparta Košíře aus.
Zweitklassig war Union noch in den Jahren 1935/36 bis 1938/39, 1940/41 sowie 1942/43 und 1943/44. Nach dem Zweiten Weltkrieg wurde der Klub mehrmals umbenannt und verschwand in der sportlichen Bedeutungslosigkeit.

## Stadien

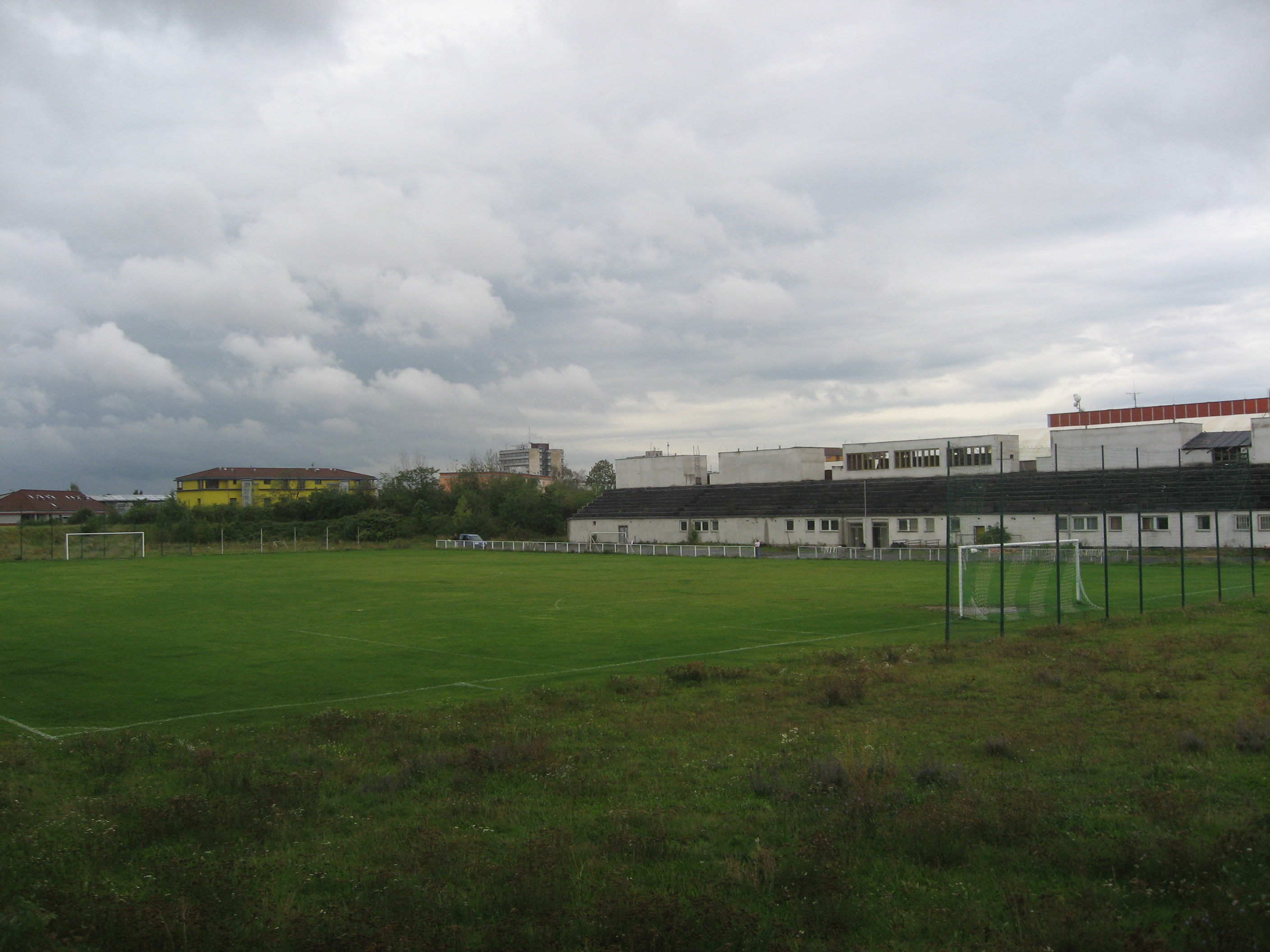
Stadion Na Balkáně

- Biskupcova ulice (etwa bis zum Ersten Weltkrieg)
- Na Chmelnici
- Na Balkáně

## Nationalspieler
- František Císař, sechs Länderspiele, ein Tor zwischen 1922 und 1924
- Jan Dvořáček, zwölf Länderspiele, zehn Tore zwischen 1921 und 1927, wechselte 1924 zu Sparta Prag
- Antonín Kaliba, Torwart, sechs Länderspiele zwischen 1922 und 1926, wechselte 1924 zu Sparta Prag
- Antonín Šindelář, zwei Länderspiele zwischen 1928 und 1929, wechselte 1929 zu Bohemians Prag

## Weitere bekannte ehemalige Spieler
- Vlasta Burian: Der bekannte Schauspieler und Torwart wechselte 1914 zu Sparta Prag
- Antonín Carvan
- František Cvetler
- Otto Fleischmann
- Jan Knobloch-Madelon
- Ladislav Šimůnek

## Vereinsnamen
- 1907 AFK Union Žižkov
- 19?? ASK Union Žižkov
- 1948 Sokol Union Žižkov
- 1950 Sokol Žižkov B
- 1952 ZSJ Pošta Žižkov
- 1953 TJ Dynamo Žižkov Spoje
- 1956 TJ Spoje Žižkov
- 19?? TJ Union Žižkov
- 19?? AFK Union Žižkov

## Sonstiges
Der Verein ist nicht zu verwechseln mit dem weniger erfolgreichen und inzwischen inexistenten SK Union Žižkov.